# Acacia wetarensis
Acacia wetarensis är en ärtväxtart som beskrevs av Leslie Pedley. Acacia wetarensis ingår i släktet akacior, och familjen ärtväxter. Inga underarter finns listade i Catalogue of Life.